# 拉哈尔 (神)
拉哈尔（Lahar）是苏美尔神话中的牲畜神或女神。据一则神话讲，苍天神安努在“天地山”杜勒库创造了阿努纳奇（Annunnaki）诸神，然后又创造了牲畜女神拉哈尔和谷物女神阿什南（Ashnan），让她们向阿努纳奇（又释：阿嫩纳基）诸神提供粮食和饮料。那时，地上还没有人类，阿嫩纳基诸神不知道可以吃粮食和喝牛奶，只是像羊一样，饿了就吃青草、渴了就喝河水。拉哈尔和阿什南被创造以后，才给阿嫩纳基诸神提供粮食和牛奶。但他们吃了粮食仍感到饿，喝了牛奶仍感到渴。于是拉哈尔和阿什南根据大神恩基和恩利勒（Enlil）的神旨来到下界，住在人间，大地上五谷丰登、六畜兴旺。从此人类有了食物和饮料。有一次，这两位女神酒后争论起来：农业好处多？还是畜牧业好处多？恩基和恩利勒判定阿什南是胜利者。这一神话也属于苏美尔文学中十分流行的“对话争论体”。

## 参阅文献
1. ↑  《世界神话辞典》，“拉哈尔<苏美尔>“，第573页，辽宁人民出版社，1989年
2. ↑  塞缪尔·诺亚·克莱默. . 芝加哥大学出版社. 1964年: 220–  [2011年5月23日]. ISBN 978-0-226-45238-8.

迈克尔·乔丹, 神之百科全书, 凯尔-凯西有限公司, 2002年
帕特里夏·特纳和查尔斯·罗素·库尔特, 古代神祇词典, 2000年